# Antonino (nome)
Antonino  è un nome proprio di persona italiano maschile.

## Varianti
- Maschili
  - Ipocoristici: Tonino, Nino[3]
- Femminili: Antonina[1][2][4][5]
  - Ipocoristici: Tonina, Nina[5]

### Varianti in altre lingue
- Basco: Andonin[6]
- Catalano: Antoní[6]
- Ceco: Antonín[3]
- Francese: Antonin[3]
- Latino: Antoninus[1][3][6]
  - Femminili: Antonina[1][5]

- Polacco: Antonin
  - Femminili: Antonina[5]
- Portoghese: Antonino
- Russo: Антонин (Antonin)
  - Femminili: Антонина (Antonina)[5]
- Spagnolo: Antonino[6]

## Origine e diffusione
Deriva dall'antico nome gentilizio e poi personale latino Antoninus, un patronimico del nome Antonius; significa quindi "discendente di Antonio", "figlio di Antonio", "relativo ad Antonio". Ad oggi, può costituire anche un suo semplice diminutivo.
È un nome diffuso soprattutto nell'Italia meridionale, in primis Sicilia e nella Calabria.

## Onomastico
Il nome è stato portato da svariati santi; l'onomastico si può festeggiare quindi in più date, fra le quali:
- 14 febbraio, sant'Antonino, abate di Sorrento[3][7]
- 2 maggio, o 10 maggio, sant'Antonino Pierozzi, vescovo di Firenze[2][7]
- 4 maggio, santa Antonina, martire a Nicea[7]
- 7 luglio, sant'Antonino Fantosati, martire a Hengyang (Cina)[7]
- 2 settembre, sant'Antonino, martire ad Apamea[7]
- 30 settembre, sant'Antonino, martire a Piacenza[2][6][7]
- 31 ottobre, sant'Antonino, vescovo di Milano[7]
- 13 novembre, sant'Antonino, martire a Cesarea marittima con i santi Niceforo, Zebina, Germano e Manatha[7]

## Persone
- Antonino Pio, imperatore romano

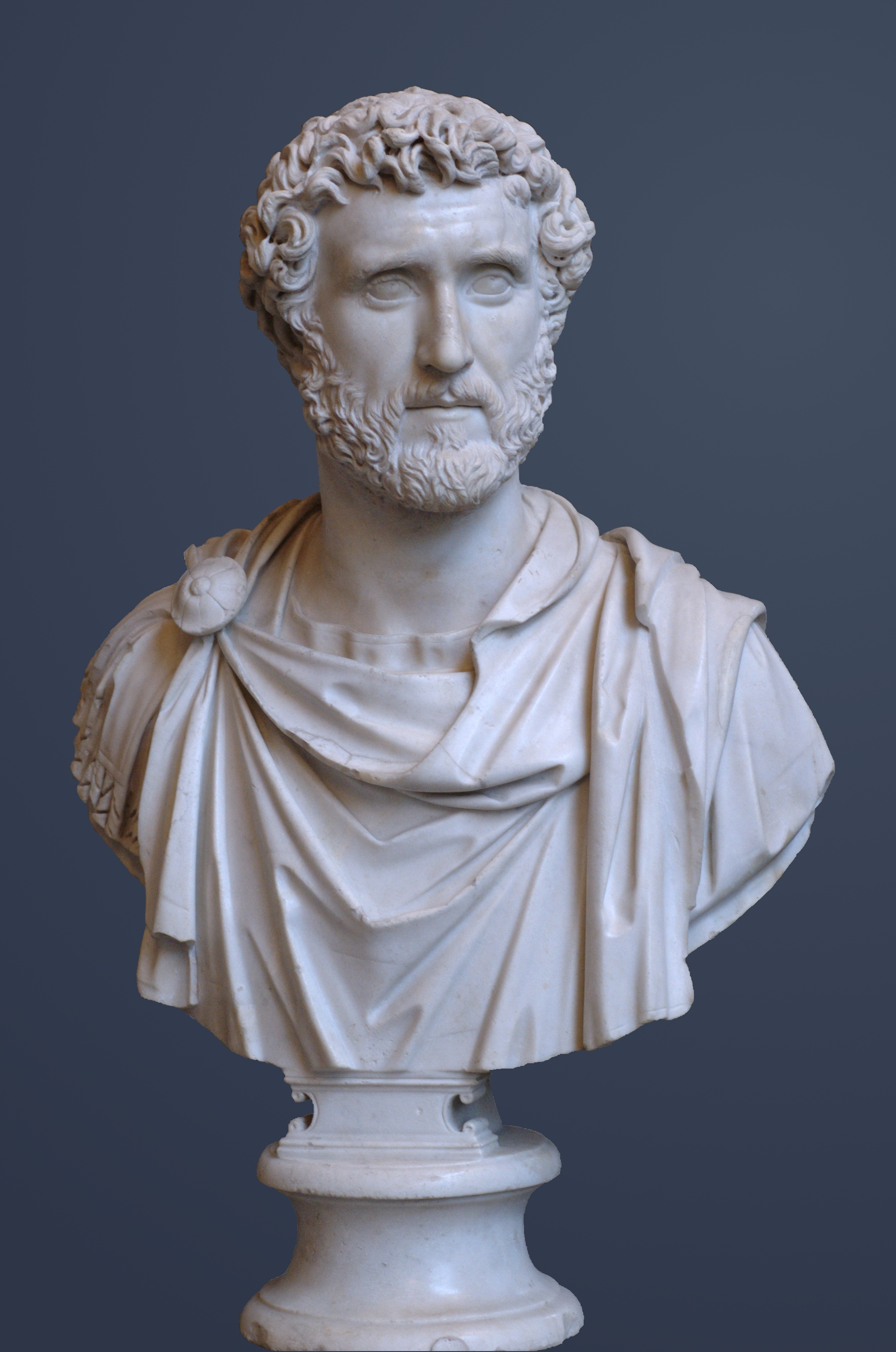
Antonino Pio

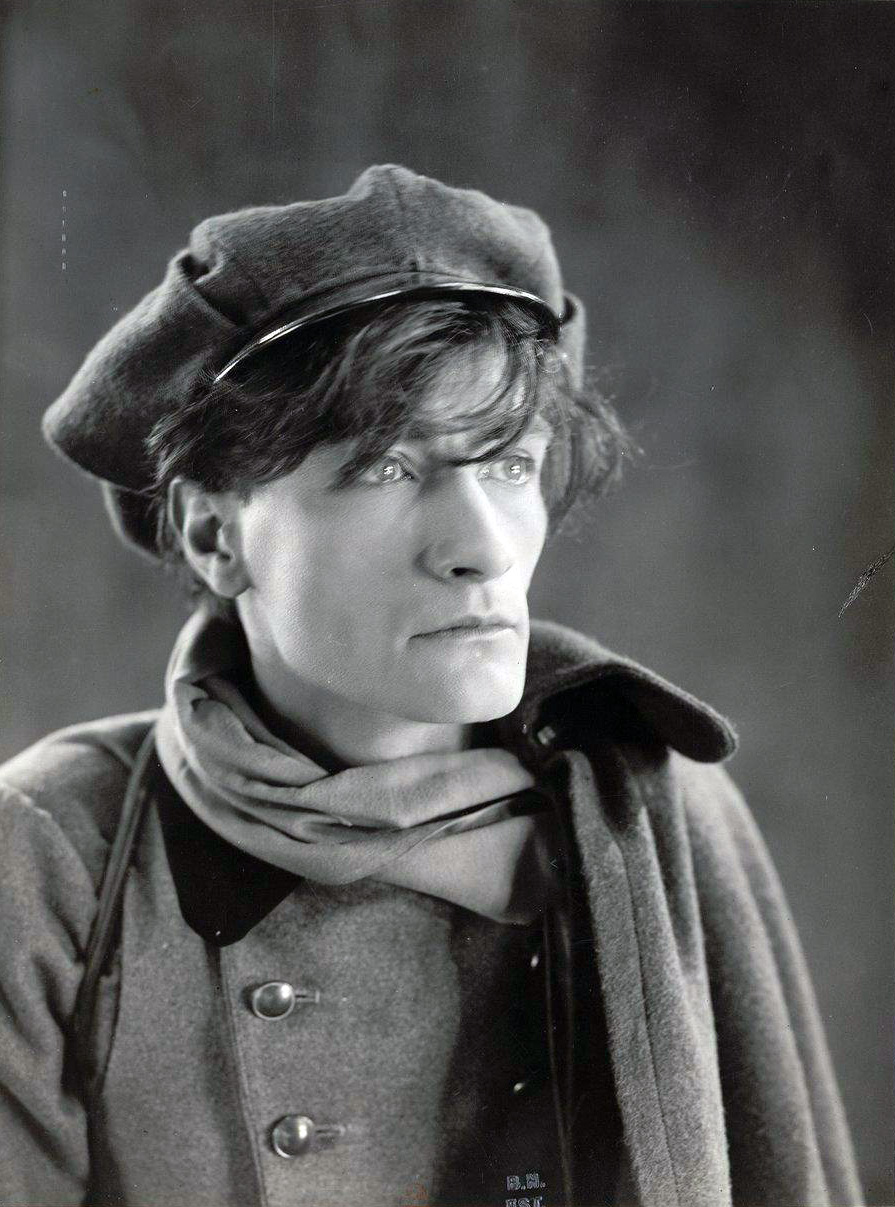
Antonin Artaud

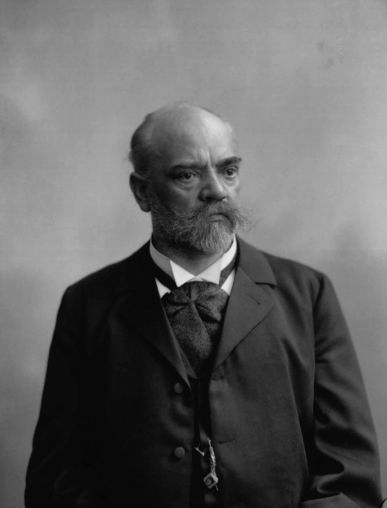
Antonín Dvořák

- Antonino Alberti, detto il Barbalonga, pittore italiano
- Antonino Borzì, botanico italiano
- Antonino Cannavacciuolo, cuoco e personaggio televisivo italiano
- Antonino Cassarà, poliziotto italiano
- Antonino Gandolfo, pittore italiano
- Antonino Lo Surdo, fisico italiano
- Antonino Mura Ena, scrittore, poeta e pedagogista italiano
- Antonino Pagliaro, linguista, glottologo e filosofo italiano
- Antonino Paternò Castello, noto come Marchese di San Giuliano, politico e diplomatico italiano
- Antonino Pierozzi, arcivescovo cattolico e letterato italiano
- Antonino Pisano, religioso italiano
- Antonino Saetta, magistrato italiano
- Antonino Sciascia, medico e scienziato italiano
- Antonino Scopelliti, magistrato italiano
- Antonino Zichichi, fisico e divulgatore scientifico italiano

### Variante Antonin
- Antonin Artaud, commediografo, attore teatrale, scrittore e regista teatrale francese
- Antonin Magne, ciclista su strada e pistard francese
- Antonin Mercié, scultore francese
- Antonin Scalia, avvocato e magistrato statunitense
- Antonin-Dalmace Sertillanges, filosofo e teologo francese

### Variante Antonín
- Antonín Bečvář, astronomo ceco
- Antonín Brus z Mohelnice, arcivescovo cattolico tedesco
- Antonín Dvořák, compositore ceco
- Antonín Hojer, calciatore cecoslovacco
- Antonín Janoušek, politico e giornalista cecoslovacco
- Antonín Klír, ingegnere e compositore di scacchi ceco
- Antonín Novotný, politico ceco
- Antonín Zápotocký, politico cecoslovacco

### Variante femminile Antonina
- Antonina, moglie di Belisario
- Antonina Ivanova, atleta sovietica
- Antonina Lazareva, atleta sovietica
- Antonina Ordina, fondista russa naturalizzata svedese
- Antonina Pirožkova, ingegnera russa
- Antonina Zetova, pallavolista bulgara

## Il nome nelle arti
- Antonin Dolohov è un personaggio dei romanzi della serie Harry Potter, scritti da J. K. Rowling.